# Petershausen
Petershausen là một đô thị ở huyện Dachau bang Bayern nước Đức. Đô thị Petershausen có diện tích 32,82 km², dân số thời điểm ngày 31 tháng 12 năm 2006 là 5941 người.